# Ortutay Tamás
Ortutay Tamás (Budapest, 1946. február 19. –) magyar szobrász, keramikus, Ortutay Gyula fia.

## Élete
Az Iparművészeti Főiskolán, szilikát szakon 1970-ben diplomázott. Mesterei: Csekovszky Árpád, Kovács Ferenc, Józsa Bálint voltak.

## Kiállítások
- 1972: Csepel Galéria, Budapest
- 1973: Fészek Klub, Budapest (Somogyi Pállal)
- 1974: Temetőrendszer, Kozma utcai temető
- 1975: Temetőrendszer, Farkasréti temető
- 1979: Születés-szerelem-halál, Orvostudományi Egyetem, Debrecen
- 1987: Búcsú a fegyverektől, Eötvös Kollégium, Budapest
- 1996: Balatonszárszó

## Köztéri művek

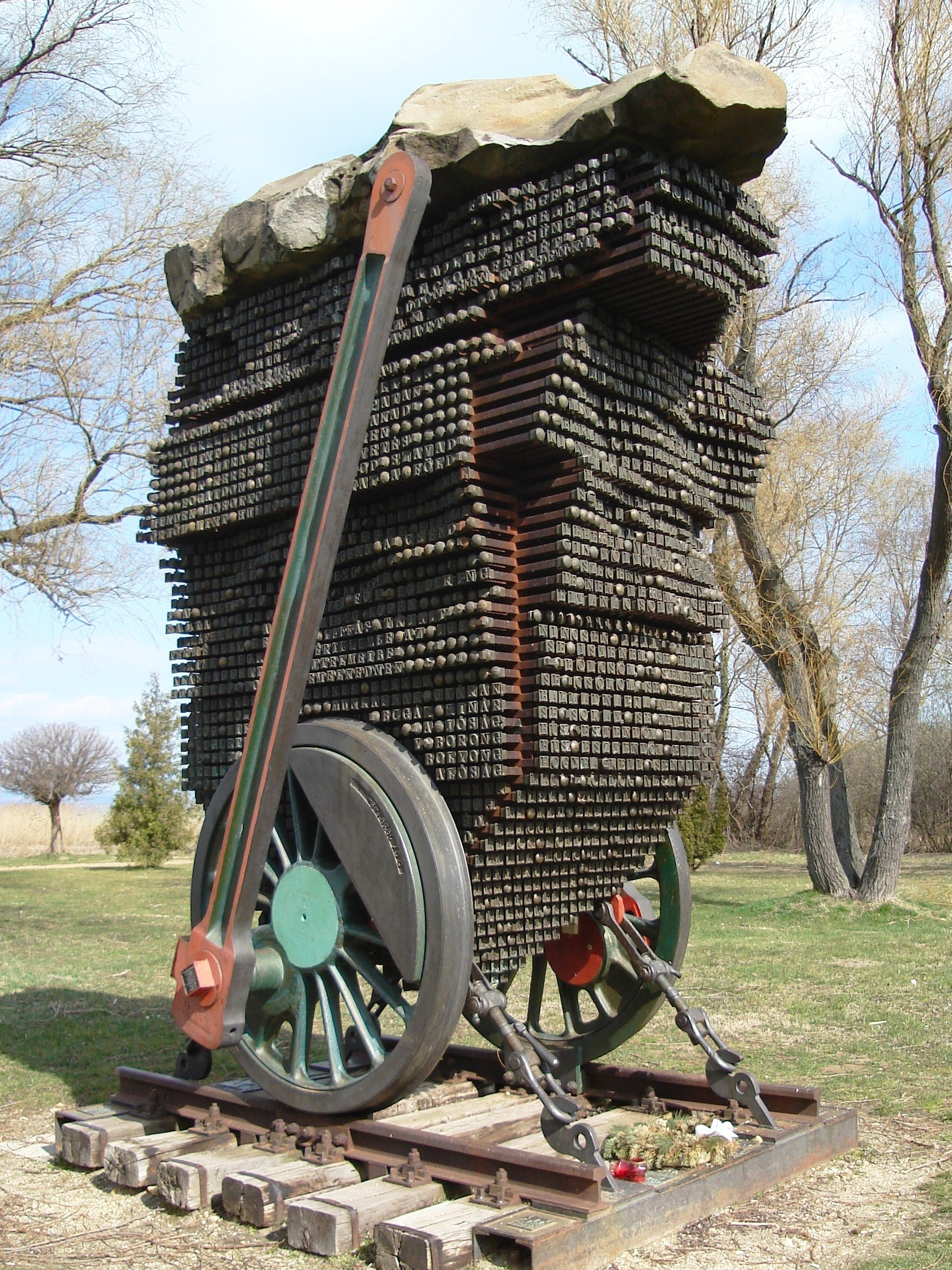
A József Attila-emlékmű Balatonszárszón

- Kalevala (fagyálló pirogránit, 1972, Helsinki)
- Ivókutak (pirogránit, 1972, Nagymaros, Dömös, Verőce)
- Kerámia-kompozíció (kerámia, 1973, Szovjet Tudomány és Kultúra Háza)
- Ivókút (kerámia, 1974, Zebegény, erdei vasút)
- Színes falburkolat (fa, murália, 1974, Budapest, Kiss J. altbábornagy utcai óvoda)
- Belső berendezés, bútor- és játéktervek, falburkolat (1974, Monimpex óvoda)
- Padlóburkolat és ülőlapok (pirogránit, 1977, Baja, köztemető ravatalozója)
- Homlokzati felirat (beton, 1977, Szentendre, Pest Megyei Művelődési Központ)
- Hirdetőoszlop (fa, fém, 1980, Szentendre, Pest Megyei Művelődési Központ)
- Sarkadi Imre-síremlék (bazalt szobor, 1981, Budapest, Kerepesi úti temető)
- Oszlopburkolat (samott, fém, 1983, Kipszer-székház)
- Ortutay Gyula-portré (1987, Páty, Általános Iskola)
- Harang (1987, Páty)
- Csobogó (márvány, bazalt, 1987, Budapest, marokkói nagykövetség)
- Fali csobogó (márvány, 1988, Kaposvár, Csiky Gergely Színház)
- Nagy Imre emlékköve (bazaltkő, 1989, Budapest, II. Orsó utca)
- 1956-os emlékmű (bazalt, 1990, Eötvös Loránd Tudományegyetem Eötvös József Kollégium kertje)
- József Attila (vonatkerék, sín, bazalt, 1996, Balatonszárszó, Tóparti park)